# Salwia
Salwia – imię żeńskie pochodzenia łacińskiego; żeński odpowiednik imienia Salwiusz. Wśród patronów – św. Salwiusz albijski. 
Salwia imieniny obchodzi 26 czerwca, 28 października.

## Imię Salwia w innych językach[1]
- angielski – Salvia
- litewski – Salvè
- macedoński – Salvija
- niderlandzki – Salvina
- rosyjski – Sal'vija
- słoweński – Salvija
- ukraiński – Sal'vija
- węgierski – Szalvia.